# Canthon substriatus
Canthon substriatus är en skalbaggsart som beskrevs av Edgar von Harold 1868. Canthon substriatus ingår i släktet Canthon och familjen bladhorningar. Inga underarter finns listade.